# Elima (Côte d'Ivoire)
Pour les articles homonymes, voir Elima.
Elima est un village de Côte d'Ivoire situé dans la région du Sud-Comoé, sur la côte orientale de la lagune d'Aby, en face de la localité d'Adiaké et à proximité de celle d'Assinie.

## Agriculture
Le 7 avril 1880, Arthur Verdier obtient du roi Amatifou (Amon N’Douffou II) les droits exclusifs de la culture du café à Elima, sur la lagune Aby, face à Adiaké. 
L’année suivante, avec son neveu et commis Amédée Brétignère (1856-1890), il défriche 100 hectares de forêt vierge (portés à plus de 300 hectares six ans plus tard) pour y créer la première plantation de café du pays à partir de plants venus du Liberia. La première plantation de café et de cacao de Côte d'Ivoire sera réaliser en 1882. 
En 1883 Marcel Treich-Laplène est envoyé comme collaborateur Amédée Brétignère notamment pour la gestion de la plantation de café et de cacao. On y exploite également, à cette époque, l'acajou.
Le lieu est connu aujourd'hui encore pour ses plantations industrielles (Société des plantations d'Elima, ou SPE).

## Éducation

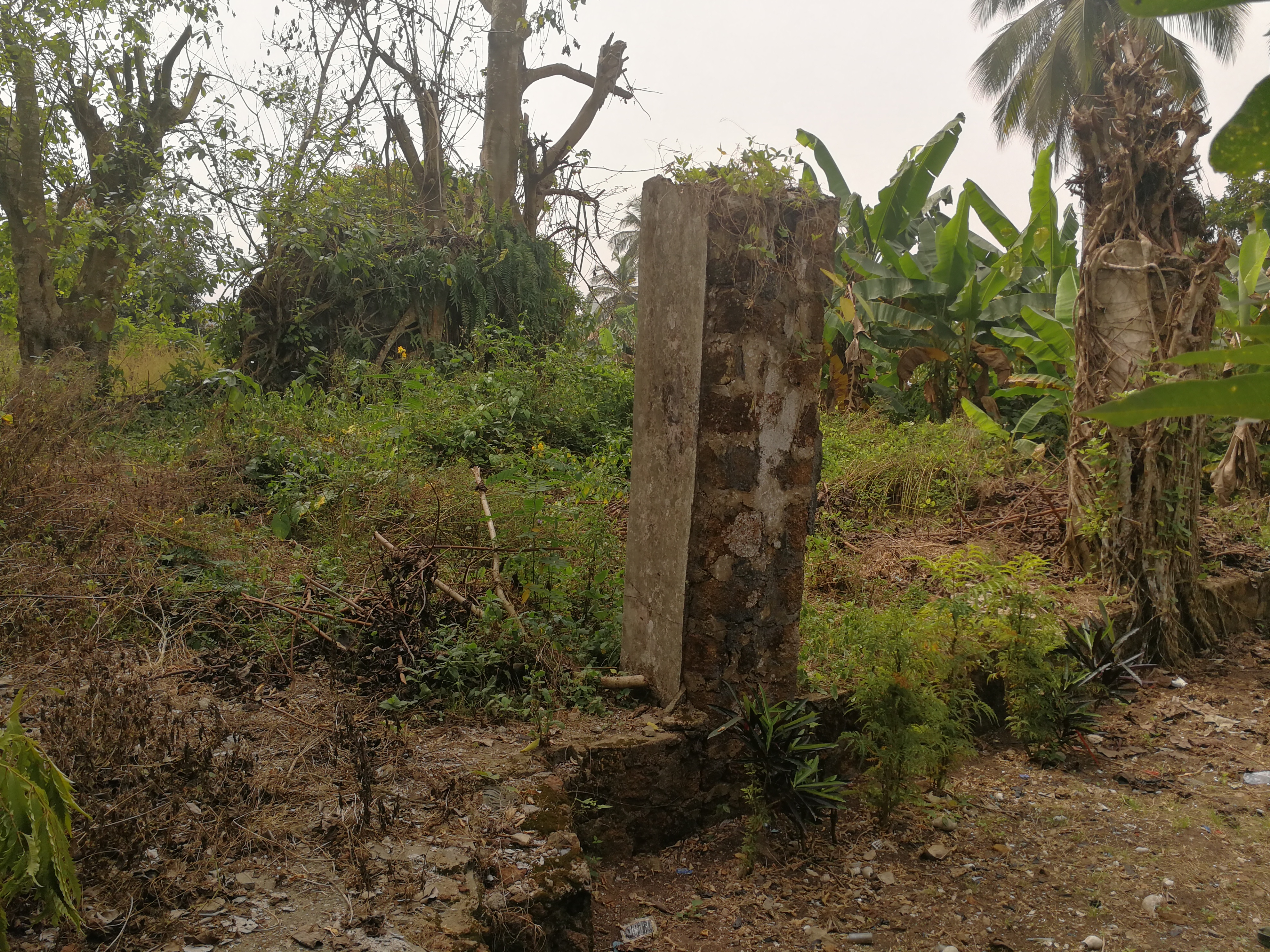
Les ruines de la toute première école de Côte d’Ivoire créé le 7 Aout 1887 à Élima

Situé en pays Ehotilé, un sous-groupe de l’ethnie Agni, dans les encablures d’Adiaké, Élima a été la porte d’entrée de la civilisation occidentale en Côte d’Ivoire. 
C'est aussi à Elima (Côte d'Ivoire) que sera créée la première école officielle française le 8 aout 1887 avec pour instituteur Fritz-Emile Jeand'heur venu d'Algérie. Elle comptait alors 33 élèves africains qui seront les premiers lecteurs en langue française. Elle fonctionnera pendant 3 ans avant d'être transférée en 1890 à Assinie par Marcel Treich-Laplène, le nouveau résident de France. Le 1er mars 1904, il y avait 896 élèves en Cote d'Ivoire pour une population estimée un peu supérieure à 2 millions d'habitantsnf 

## Première ambassade française

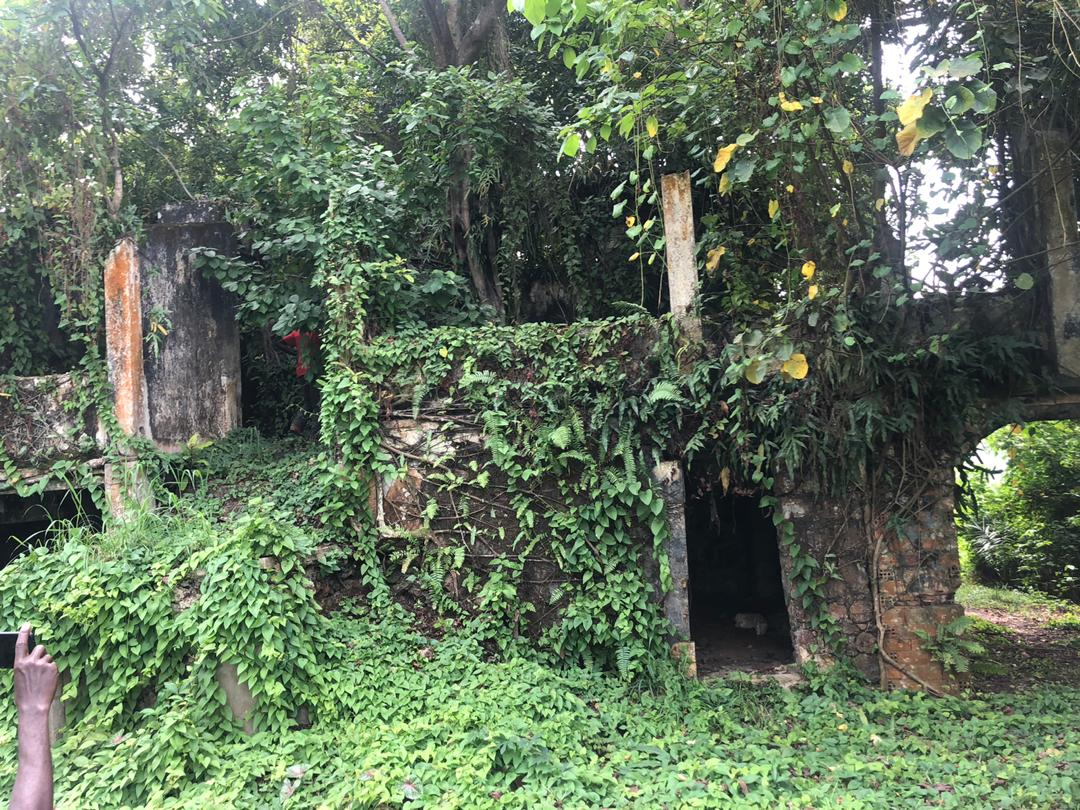
Première ambassade de France en Côte d'Ivoire. Elle a été construite par Arthur Verdié.

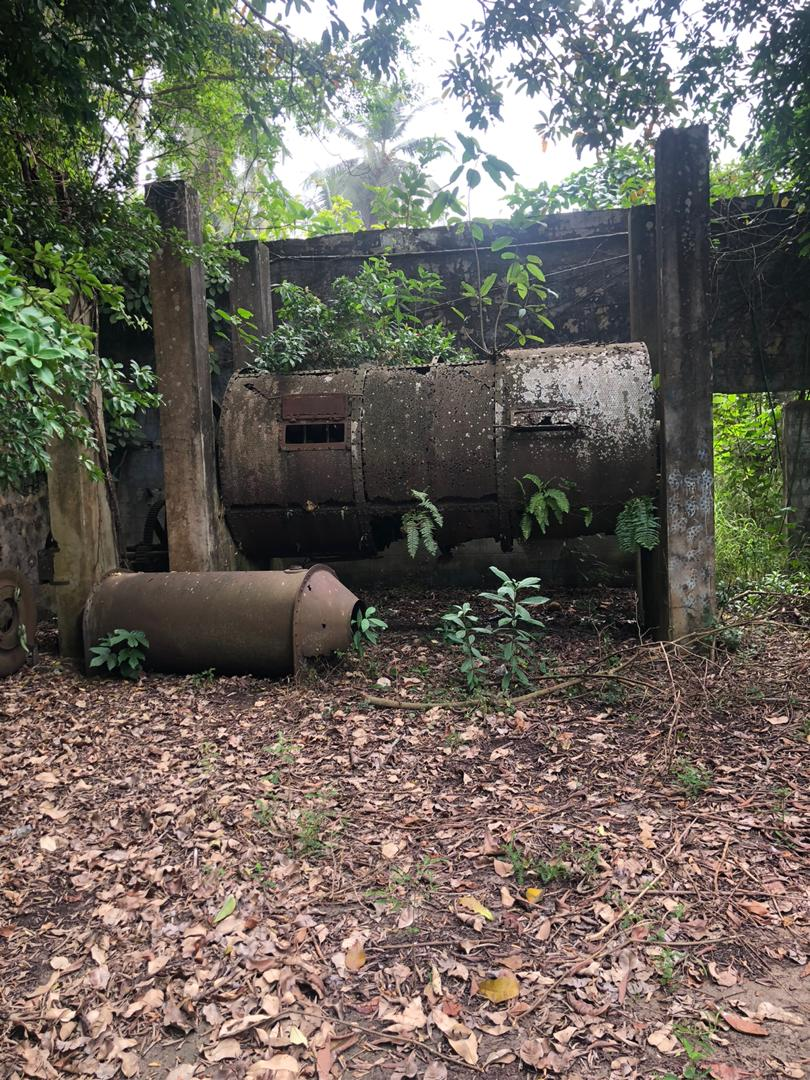
La première ambassade française construite par Arthur Verdié en Côte d'Ivoire

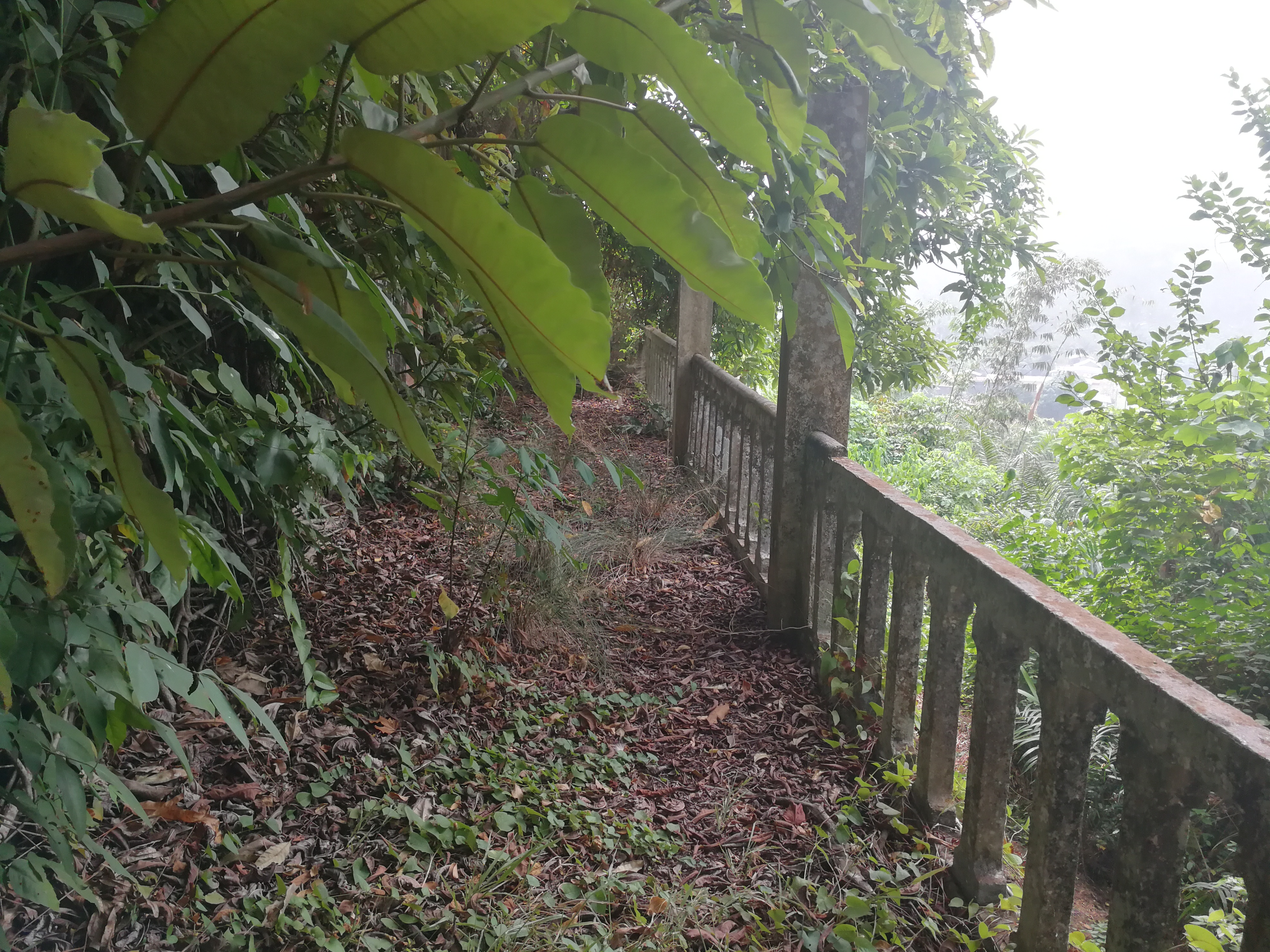
La première ambassade française construite par Arthur Verdié en Côte d'Ivoire.